# Claudius tempel
Claudius tempel (latin: Templum Divi Claudi) började byggas av Agrippina den yngre i Rom efter det att kejsar Claudius hade blivit gudaförklarad av senaten efter sin död år 54. Nero avbröt byggnationen efter sin mors Agrippinas död år 59. Vespasianus återupptog byggandet. En mur av templet kan man se vid gatan Via Claudia. Templet är beläget i närheten av Colosseum.  
Efter Roms brand år 64 lät Nero installera ett nymfeum i templet.

## Bilder
| - Rester av templet inkorporerade i kampanilen till basilikan Santi Giovanni e Paolo. - Templets läge i Rom (markerat i rött). - Tempelarkader under passionistklostret vid Santi Giovanni e Paolo. |

### Webbkällor
- ”The Temple of the Divine Claudius”. Maquettes Historiques. http://www.maquettes-historiques.net/P38.html. Läst 16 oktober 2018.